# Granátula de Calatrava
Granátula de Calatrava ist ein zentralspanischer Ort und eine Gemeinde (municipio) mit 686 Einwohnern (Stand: 2024) im Zentrum der Provinz Ciudad Real in der autonomen Region Kastilien-La Mancha.

## Lage und Klima
Granátula de Calatrava liegt in der weitgehend ebenen und wasserarmen Landschaft von La Mancha knapp 20 Kilometer (Fahrtstrecke) westlich der Provinzhauptstadt Ciudad Real bzw. ca. 210 km südsüdwestlich von Madrid in einer Höhe von ca. 655 m.
Das Klima ist gemäßigt bis heiß; der eher spärliche Regen (ca. 434 mm/Jahr) fällt – mit Ausnahme der zumeist eher trockenen Sommermonate – verteilt übers Jahr.

## Bevölkerungsentwicklung
| Jahr      | 1970 | 1981 | 1991 | 2001 | 2011 | 2021 |
| Einwohner | 2134 | 1311 | 1065 | 1010 | 869  | 714  |

Trotz der Mechanisierung der Landwirtschaft, der Aufgabe bäuerlicher Kleinbetriebe („Höfesterben“) und dem daraus resultierenden Verlust von Arbeitsplätzen ist die Einwohnerzahl der Gemeinde in der zweiten Hälfte des 20. Jahrhunderts gesunken.

## Sehenswürdigkeiten
- archäologische Fundstätte Oreto y Zuqueca mit Siedlungsspuren aus der iberischen, römischen, westgotischen und arabischen Epoche
- Annenkirche aus dem 14. Jahrhundert
- Wallfahrtskirche Oreto y Zuqueca (Ermita de la Virgen de Oreto y Zuqueca) aus dem 13. Jahrhundert

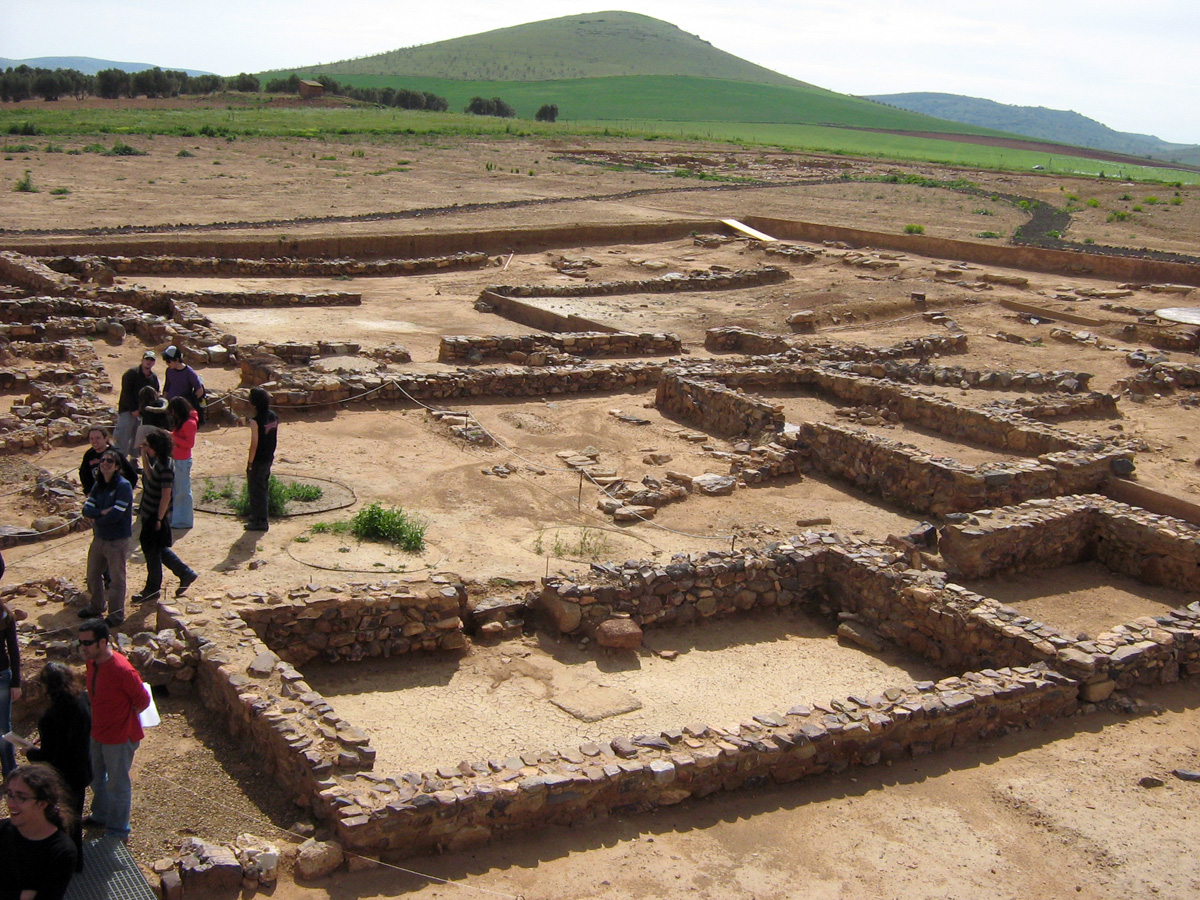
Archäologische Fundstätte Oreto y Zuqueca
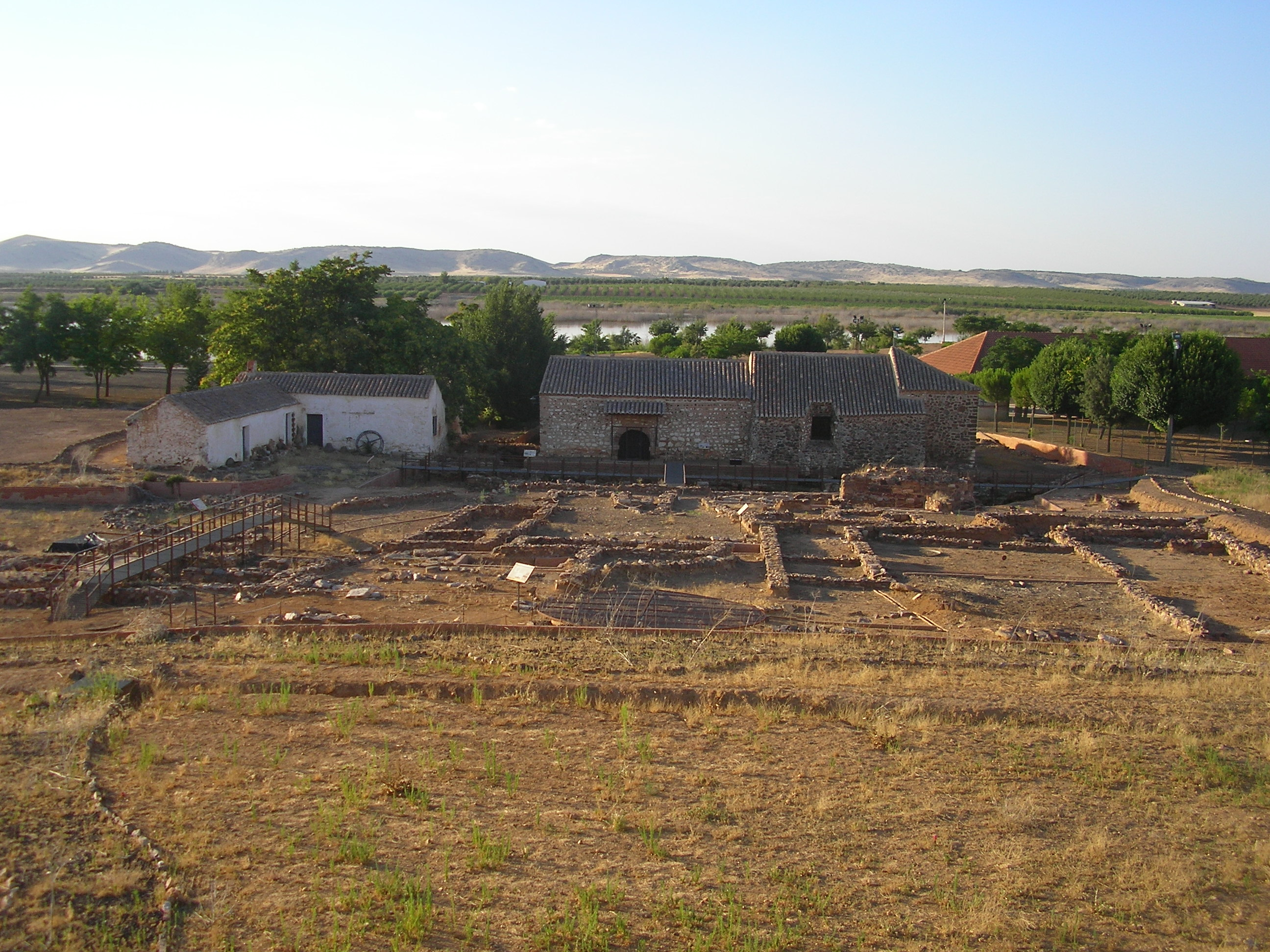
Wallfahrtskirche

## Persönlichkeiten
- Baldomero Espartero (1792–1879), General und Politiker